# Платина
Платината (Pt) е химичен елемент от десета група на периодичната система (подгрупа платинови метали), много устойчив химически (разтваря се само в царска вода). Гъбестата платина поглъща газове. Използва се като катализатор (около 50 % от добива), за сплави (с иридий, паладий и др.), за химични апарати, в зъботехниката, в химичния анализ, в галваностегията (за платиниране), като оцветители и др.

## История
Металът „платина“ е известен още от древността. Познат е в Египет  където не е различаван от среброто. Тъй като платината се топи при температура, по-висока от златото, тя не е използвана широко. Тя била използвана за направата на украшения във вида, в който е намирана. Сведения за това има от предколумбовите индианци от района на Колумбия, които използват платината за направата на украшения.
В средата на 16 век, испанските конкистадори добиват платина от златоносните реки в колумбийската област Чоко. Местните златотърсачи намират във ваните за промиване бели метални зрънца, които водели до недоволството им, тъй като се налагало получаваното сребро отново да се пречиства. Някои дори смятали, че това е „неузряло“ сребро и го хвърляли обратно в реката за „доузряване“. Тези бели зрънца дават и името на метала, което в превод от испански означава „сребърце на Пинто“ (на испански: Platina del Pinto), тъй като се добивал от златоносните пясъци на река Пинто в Южна Америка.
В началото на 19 век става ясно, че „самородната“ платина всъщност е сплав от няколко метала. Чистата платина бива изолирана за пръв път от английския химик Уилям Уоластън през 1803 г.
Отначало платината бива използвана предимно в бижутерията. Между 1828 и 1846 г. в Русия са сечени монети от платина, с номинал от 3, 6 и 12 рубли, които днес имат изключителна нумизматична стойност.

## Разпространение
Платината е един от най-редките елементи на Земята, около 1×10-8% по маса и е на 75-о място сред елементите. Среща се самородна в някои наносни скали и във вид на минералите кулерит (PtS), сперилит (PtAs2) и в медно-никелови руди.

## Физични свойства
Платината е сиво-бял блестящ пластичен метал. По ковкост се доближава до златото. Кристализира в кубична стенноцентрирана решетка, проявява парамагнитни свойства и е един от най-тежките метали с плътност 21,46 g/cm3. Топи се при 1768,4 °C и кипи при 3825 °C. Заварява се и се валцова лесно нажежена. Хладната деформация прави платината по-твърда, но при загряване пластичността ѝ се възстановява. Обикновено легиращите добавки увеличават плътността на платината.

### Изотопи
В природата платината се среща със своите 6 стабилни изотопа: 190Pt, 192Pt, 194Pt, 195Pt, 196Pt и 198Pt. Изотопът 190Pt е слаб излъчвател на α-частици. Изкуствено са създадени и изследвани 31 радиоактивни изотопа на платината, имащи 6 изомера, с A от 166 до 202. Радиоактивният изотоп 197Pt се използва в активационния анализ и се получава при облъчване на 196Pt с неутрони.

## Химични свойства
Платината е химичен елемент 78, член на 6-и период, 10-а група. Електронният строеж на платината е KLMN5s25p65d96s1 – прибавя се 5d-електрон, а друг преминава от 6s към 5d в сравнение с иридий. В химичните съединения платината е предимно в +2 и +4 степен на окисление, но се среща и в 0, +1 и +3. По химични свойства наподобява Cu, Ag и Au.
По химични свойства платината е близка до паладия и е още по-инертна от него. Въпреки това, тя образува множество разнообразни съединения и за нея е характерно комплексообразуването.
Каталитичните свойства на платината се дължат на поглъщането в различна степен на H2, O2 и други газове.
Разтваря се бавно в гореща H2SO4, течен бром и царска вода:
{\displaystyle {\ce {3Pt + 4HNO3 + 18HCl -> 3H2[PtCl6] +4NO + 8H2O}}}.
Получената хексахлороплатинова киселина е изходен продукт за получаването на повечето платинови съединения.
Известни са голям брой стабилни комплекси на Pt(II) и Pt(IV). Всички комплекси на Pt(II) са плоскоквадратни, а на Pt(IV) – октаедрични.
Не взаимодейства с други минерални или органични киселини, реагира при нагряване с основи, Na2O2 и халогени. Реагира и с O2, S, Se, Te, C, Si при по-висока температура.

## Съединения

### Оксиди, хидроксиди и соли
При умерено нагряване на въздух или в атмосфера на кислород се образуват PtO, PtO2 (най-стабилен) и PtO3, а при бързо – оксиди със смесен състав: Pt2O3 и Pt3O4.
Известни са хидроксидите Pt(OH)2 и Pt(OH)4, които се получават по косвен път под формата на хидратни оксиди:
{\displaystyle {\ce {K2[PtCl4] + 2KOH -> 4KCl + PtO*H2O}}} (в отсъствие на кислород).
При нагряване PtO·H2O се дехидратира и диспропорционира до червено-кафявия PtO2·nH2O, който може да се получи и при алкализиране на PtCl4. При леко загряване се дехидратира, а над 200 °C се разлага до метал и кислород.
Известни соли с кислородсъдържащи киселини са PtSO4·2H2O, Pt(NO3)2·4H2O и Pt(ClO4)·2H2O.

### Халогениди
| СО | Флуорид         | Хлориди              | Бромиди           | Йодиди           |
| -- | --------------- | -------------------- | ----------------- | ---------------- |
| +4 | PtF4 жълтокафяв | PtCl4 червенокафяв   | PtBr4 кафявочерен | PtI4 кафявочерен |
| +2 | –               | α-PtCl2 масленозелен | PtBr2 кафяв       | PrI2 черен       |

PtCl2 се получава от PtCl4 при 350 °C или чрез редукция на [PtCl6]2- с хидроксиламин или оксалова киселина. PtF4 може да се получи при флуориране на PtCl2 с BrF3. Останалите тетрахалогениди се получават при пряк синтез.
Познати са и (PtF5)4 и PtF6. Платиновият хексафлуорид се получава при нажежаване до червено на платинова жичка във флуорна атмосфера. Той е един от най-силните окислители – окислява O2 до O+
2 и Xe до Xe+.

### Комплексни съединения
Най-използваният комплекс на Pt(IV) е H2[PtCl6], която се използва като изходен продукт за почти всички Pt(IV) съединения. Друга комплексна сол е хексацианоплатиновата (IV) киселина, чиято бариева сол е луминисцентна – Ba[Pt(CN)6].
Комплексите на Pt(II) са многобройни и разнообразни. Те са плоскоквадратни.

### Органометални съединения
Платиноорганичните съединения са разнообразни. Освен органични лиганди, в състава на молекулата често влизат фосфини, амини и халогени. С платината е получено исторически първото металорганично съединение, „сол на Зайзе“, K[PtCl3(η2-C2H4)].

## Производство
Методите за получаването на платина варират и зависят от изходните материали. Най-често се получава като страничен продукт, заедно с другите метали от платиновата група, от добива на медта и никела. Ако платиновата руда е примес в залежи на други метали, тя се изолира чрез различни методи на разделяне – плътностна флотация, флотация с електромагнити или разделяне в зависимост от температурата на топене. Последен стадий е реагирането на рудата със солна или сярна киселина, които не реагират с платината. Златото се утаява с FeCl3, а платината с NH4Cl.

## Приложение
Основни области за използването на платината и нейните сплави са автомобилостроенето, електротехниката и електрониката, нефтохимията и органичния синтез, стъкларската и керамичната промишленост и производството на ювелирни изделия.
Гъбестата и черната платина (разтвор на етанол и алкален разтвор на PtCl2) са изключително активни катализатори. Сплавта Pt–Pd се използва като катализатор за превръщане на CO в CO2 от автомобилните газове. В електротехниката и електрониката Pt–Ir–Pd е контактен материал. Платината се използва като катализатор и в производството на азотна и сярна киселина. Използва се в производството на силиконова гума и медицински импланти. Определени платинови комплекси се използват в химиотерапията и показват добра активност срещу някои тумори. Pt и Pt-Rh са високотемпературни термодвойки.
Прототип на еталонът за 1 килограм маса е сплав със състав 90 % Pt и 10 % Ir.
Платината намира широко приложението в бижутерията. Най-често се използва сплавта платина 950, съдържаща 95 % чиста платина. Останалите 5 % представляват сплав с някои метали: мед, индий, паладий, сребро, волфрам и рутений. През последните 10 години в Германия, Австрия и Швейцария се използва платина 600 за бижутерски цели. Платина 600 съдържа 60 % платина в сплавта, а останалите 40 % са най-често волфрам или рутений. Платина 600 е значително по-евтин и по-лек материал от платина 950, поради по-ниското съдържание на платина в сплавта.

## Биологични ефекти
При кратко излагане на платинови соли е възможно дразнене на очите, носа и гърлото. При продължително излагане са възможни да възникнат респираторни и кожни алергии.